# Forcipomyia leucoptera
Forcipomyia leucoptera är en tvåvingeart som först beskrevs av Johann Wilhelm Meigen 1804.  Forcipomyia leucoptera ingår i släktet Forcipomyia och familjen svidknott.
Artens utbredningsområde är Tyskland. Inga underarter finns listade i Catalogue of Life.